# Achern
Achern è una città tedesca situata nella parte sud-occidentale dello stato del Baden-Württemberg circa 18 km a sud-ovest di Baden-Baden e 19 km a nord-est di Offenburg.
Dopo la città circondariale di Offenburg e le città di Lahr/Schwarzwald e Kehl è la quarta città più popolosa del circondario dell'Ortenau.
Dal 1º gennaio 1974 è classificata come Große Kreisstadt.